# Microcharops longiterebra
Microcharops longiterebra là một loài tò vò trong họ Ichneumonidae.